# 巴甫利夫 (特諾皮爾州)
49°26′39″N 24°48′55″E / 49.44417°N 24.81528°E
巴甫利夫（烏克蘭語：Павлів）是位於烏克蘭西部的村莊，由特諾皮爾州特諾皮爾區的納拉伊夫市鎮負責管轄。該村始建於1488年，面積0.78平方公里，2014年人口148人，人口密度每平方公里244.9人。